# Wang Xinyu
Wang Xinyu (chinesisch 王欣瑜, Pinyin Wáng Xīnyú, [wǎŋ ɕín y̌] (Ausspracheⓘ), * 26. September 2001 in Shenzhen) ist eine chinesische Tennisspielerin.

## Karriere
Wang machte schon als erfolgreiche Juniorin auf sich aufmerksam. Die ehemalige Zweitplatzierte der Juniorenweltrangliste gewann 2017 zunächst sowohl die Einzel- als auch zusammen mit Liang En-shuo die Doppelkonkurrenz des PTT - ITF Junior Grade 1 in Nonthaburi sowie im Anschluss daran die China Junior 14 in Nanjing. Ihr größter Einzelerfolg im Juniorenbereich war jedoch der Gewinn des Osaka Mayor’s Cup 2017, eines der prestigeträchtigsten Nachwuchswettbewerbe im Tennissport. Zudem konnte sie im Jahr darauf bei den Australian Open, ebenfalls an der Seite von Liang, sowie in Wimbledon mit ihrer Landsfrau Wang Xiyu zwei der vier Junioren-Grand-Slam-Titel im Doppel gewinnen. Außerdem erreichte sie im Einzel das Halbfinale, wo sie gegen Iga Świątek in zwei Sätzen verlor. Bei den Olympischen Jugend-Sommerspielen 2018 in Buenos Aires unterlag sie in der Einzelkonkurrenz im Spiel um Bronze María Camila Osorio Serrano. Im Doppel trafen die beiden dann erneut im Bronze-Match aufeinander, doch hatte diesmal Wang Xinyu mit ihrer Partnerin Wang Xiyu zusammen das bessere Ende für sich.
Bereits 2016 debütierte Wang auf der ITF Women’s World Tennis Tour. Im Dezember 2017 gewann sie die Australian-Open-Asia-Pacific-Wildcard-Playoffs, womit sie sich eine Wildcard für das Hauptfeld der Australian Open erspielte. Das Finale gewann sie gegen Abigail Tere-Apisah. Jedoch schied sie dort in der ersten Runde gegen Alizé Cornet aus. Nach dem Gewinn ihres ersten Profititels 2018, erhielt Wang zum Start der Saison 2019 eine Wildcard für ihr Heimatturnier in Shenzhen und gab damit ihr Debüt auf der WTA Tour. Zum Auftakt konnte sie sich gegen Xun Fangying durchsetzen, ehe sie in der zweiten Runde nach gewonnenem ersten Satz gegen Marija Scharapowa aufgeben mussten. Im weiteren Verlauf der Saison war Wang überwiegend auf der ITF Tour unterwegs und konnte drei ITF-Turniere der $25.000-Kategorie gewinnen. Außerdem holte sie in Nanchang an der Seite ihrer Landsfrau Zhu Lin ihren ersten WTA-Titel im Doppel. Im Endspiel schlugen die beiden Peng Shuai und Zhang Shuai. 2021 erreichte Wang dann in Prag zum ersten Mal das Halbfinale eines WTA-Turniers, in dem sie Barbora Krejčíková allerdings chancenlos unterlag. Bei einem Turnier der WTA Challenger Series in Columbus kam sie im Anschluss bis ins Finale, verlor dort aber Nuria Párrizas Díaz. Im Finale der Doppelkonkurrenz war sie anschließend an der Seite von Zheng Saisai erfolgreich. Außerdem erzielte sie das Viertelfinale bei zwei kleineren WTA-Turnieren in Linz und Courmayeur, wo sie im Doppel, ebenfalls an der Seite von Zheng nach einem Sieg über Eri Hozumi und Zhang Shuai ihren zweiten WTA-Titel errang.
Bei den Australian Open 2022 überstand Wang nach einem Sieg über Ann Li erstmals die Auftaktrunde eines Grand-Slam-Turniers und erreichte daraufhin die Top 100 der Weltrangliste. Wang gewann im Juni 2023 zusammen mit ihrer Doppelpartnerin Hsieh Su-wei den Titel bei den French Open. Hsieh und Wang besiegten im Finale Taylor Townsend und Leylah Fernandez mit 1:6, 7:6 und 6:1. Für Wang und Hsieh war es das zweite gemeinsame Turnier.
Im Jahr 2021 spielte Wang erstmals für die chinesische Billie-Jean-King-Cup-Mannschaft; ihre Billie-Jean-King-Cup-Bilanz weist bislang keinen Sieg bei drei Niederlagen aus.

## Turniersiege

### Einzel
| Nr. | Datum             | Turnier             | Kategorie   | Belag             | Finalgegnerin   | Ergebnis       |
| --- | ----------------- | ------------------- | ----------- | ----------------- | --------------- | -------------- |
| 1.  | 18. August 2018   | Nonthaburi          | ITF $25.000 | Hartplatz         | Wang Xiyu       | 6:1, 4:6, 6:1  |
| 2.  | 9. Juni 2019      | Shenzhen            | ITF W25     | Hartplatz         | Xun Fangying    | 6:1, 6:0       |
| 3.  | 16. Juni 2019     | Hengyang            | ITF W25     | Hartplatz         | Sun Ziyue       | 6:4, 6:3       |
| 4.  | 7. Juli 2019      | Tianjin             | ITF W25     | Hartplatz         | Jovana Jović    | 6:4, 6:2       |
| 5.  | 15. Mai 2022      | La Bisbal d’Empordà | ITF W100+H  | Sand              | Erika Andrejewa | 3:6, 7:60, 6:0 |
| 6.  | 20. November 2022 | Tokio               | ITF W60     | Hartplatz (Halle) | Moyuka Uchijima | 6:1, 4:6, 6:3  |
| 7.  | 13. August 2023   | Landisville         | ITF W100    | Hartplatz         | Madison Brengle | 6:2, 6:3       |

### Doppel
| Nr. | Datum              | Turnier     | Kategorie         | Belag             | Partnerin    | Finalgegnerinnen                     | Ergebnis          |
| --- | ------------------ | ----------- | ----------------- | ----------------- | ------------ | ------------------------------------ | ----------------- |
| 1.  | 10. August 2018    | Jinan       | ITF $60.000       | Hartplatz         | You Xiaodi   | Hsieh Shu-ying Lu Jingjing           | 6:3, 6:75, [10:2] |
| 2.  | 17. August 2018    | Nonthaburi  | ITF $25.000       | Hartplatz         | Wang Xiyu    | Destanee Aiava Naiktha Bains         | 7:5, 5:7, [10:4]  |
| 3.  | 14. September 2019 | Nanchang    | WTA International | Hartplatz         | Zhu Lin      | Peng Shuai Zhang Shuai               | 6:2, 7:65         |
| 4.  | 25. September 2021 | Columbus    | WTA Challenger    | Hartplatz (Halle) | Zheng Saisai | Dalila Jakupović Nuria Párrizas Díaz | 6:1, 6:1          |
| 5.  | 30. Oktober 2021   | Courmayeur  | WTA 250           | Hartplatz (Halle) | Zheng Saisai | Eri Hozumi Zhang Shuai               | 6:4, 3:6, [10:5]  |
| 6.  | 11. Juni 2023      | French Open | Grand Slam        | Sand              | Hsieh Su-wei | Taylor Townsend Leylah Fernandez     | 1:6, 7:6, 6:1     |
| 7.  | 23. Juni 2024      | Berlin      | WTA 500           | Rasen             | Zheng Saisai | Chan Hao-ching Weronika Kudermetowa  | 6:2, 7:5          |

## Karrierestatistik und Turnierbilanz

### Einzel
Die letzte Aktualisierung erfolgte nach dem WTA-Turnier in Berlin 2025.
| Turnier                      | 2018              | 2019              | 2020              | 2021              | 2022              | 2023              | 2024      | 2025      | T / T       | S/N         | Sieg%       |
| ---------------------------- | ----------------- | ----------------- | ----------------- | ----------------- | ----------------- | ----------------- | --------- | --------- | ----------- | ----------- | ----------- |
| Australian Open              | 1                 | –                 | Q3                | Q1                | 2                 | 2                 | 1         | 1         | 0 / 5       | 2:5         | 29 %        |
| French Open                  | –                 | –                 | Q3                | Q1                | 1                 | 3                 | 3         | 1         | 0 / 4       | 4:4         | 50 %        |
| Wimbledon                    | –                 | –                 | n. a.             | 1                 | –                 | 2                 | AF        | 2         | 0 / 4       | 5:4         | 56 %        |
| US Open                      | –                 | 1                 | –                 | –                 | 1                 | AF                | 2         |           | 0 / 4       | 4:4         | 50 %        |
| Doha                         | –                 | a. K.             | –                 | a. K.             | –                 | a. K.             | 2         | 1         | 0 / 2       | 1:2         | 33 %        |
| Dubai                        | a. K.             | –                 | a. K.             | –                 | a. K.             | –                 | 1         | 1         | 0 / 2       | 0:2         | 0 %         |
| Indian Wells                 | –                 | –                 | n. a.             | Q1                | Q1                | 3                 | 2         | 3         | 0 / 3       | 5:3         | 63 %        |
| Miami                        | –                 | 1                 | n. a.             | 2                 | 1                 | 2                 | 3         | 1         | 0 / 6       | 4:6         | 40 %        |
| Madrid                       | –                 | –                 | n. a.             | –                 | –                 | 1                 | 2         | 1         | 0 / 3       | 1:3         | 25 %        |
| Rom                          | –                 | –                 | –                 | –                 | –                 | 1                 | 2         | 1         | 0 / 3       | 1:3         | 25 %        |
| Kanada                       | –                 | –                 | n. a.             | –                 | Q1                | –                 | –         |           | 0 / 0       | 0:0         | –           |
| Cincinnati                   | –                 | –                 | –                 | –                 | –                 | –                 | 1         |           | 0 / 1       | 0:1         | 0 %         |
| Peking                       | –                 | 1                 | nicht ausgetragen | nicht ausgetragen | nicht ausgetragen | AF                | 2         |           | 0 / 3       | 3:3         | 50 %        |
| Wuhan                        | –                 | Q1                | nicht ausgetragen | nicht ausgetragen | nicht ausgetragen | nicht ausgetragen | HF        |           | 0 / 1       | 4:1         | 80 %        |
| Olympische Spiele            | nicht ausgetragen | nicht ausgetragen | nicht ausgetragen | –                 | n. a.             | n. a.             | 2         | n. a.     | 0 / 1       | 1:1         | 50 %        |
| Billie Jean King Cup         | –                 | –                 | PO                | PO                | PO                | –                 | PO        |           | 0 / 3       | 2:3         | 40 %        |
| Statistik                    | Statistik         | Statistik         | Statistik         | Statistik         | Statistik         | Statistik         | Statistik | Statistik | S/N         | S/N         | Sieg%       |
| Turnierteilnahmen            | 15                | 22                | 10                | 24                | 28                | 24                | 27        | 15        | Gesamt: 165 | Gesamt: 165 | Gesamt: 165 |
| Erreichte Finals             | 2                 | 4                 | 0                 | 2                 | 4                 | 1                 | 0         | 1         | Gesamt: 14  | Gesamt: 14  | Gesamt: 14  |
| Gewonnene Titel              | 1                 | 3                 | 0                 | 0                 | 2                 | 1                 | 0         | 0         | Gesamt: 7   | Gesamt: 7   | Gesamt: 7   |
| Hartplatz-Siege/-Niederlagen | 21:13             | 38:20             | 14:9              | 24:15             | 23:20             | 32:17             | 20:18     | 7:7       | 179:119     | 179:119     | 60 %        |
| Sand-Siege/-Niederlagen      | 4:1               | 0:0               | 2:1               | 6:8               | 5:5               | 2:5               | 6:5       | 3:6       | 28:31       | 28:31       | 47 %        |
| Rasen-Siege/-Niederlagen     | 0:0               | 0:0               | 0:0               | 5:3               | 3:2               | 3:2               | 5:3       | 6:2       | 22:12       | 22:12       | 65 %        |
| Gesamt-Siege/-Niederlagen    | 25:14             | 38:20             | 16:10             | 35:26             | 31:27             | 37:24             | 31:26     | 16:15     | 229:162     | 229:162     | 59 %        |
| Sieg%                        | 64 %              | 66 %              | 62 %              | 57 %              | 53 %              | 61 %              | 54 %      | 52 %      | Gesamt:     | Gesamt:     | 59 %        |
| Jahresendposition            | 306               | 150               | 153               | 99                | 97                | 32                | 37        |           | N/A         | N/A         | N/A         |

Zeichenerklärung: S = Turniersieg; F, HF, VF, AF = Einzug ins Finale / Halbfinale / Viertelfinale / Achtelfinale; 1, 2, 3 = Ausscheiden in der 1. / 2. / 3. Hauptrunde; KF (kleines Finale) = unterlegen im Spiel um Platz drei; RR = Round Robin (Gruppenphase); n. a. = nicht ausgetragen; a. K. = andere Kategorie; PO (Play-off) = Auf- und Abstiegsrunde im Billie Jean King Cup; K1, K2, K3 = Teilnahme in der Kontinentalgruppe I, II, III im Billie Jean King Cup.
Anmerkung: Diese Statistik berücksichtigt alle Ergebnisse im Einzel bei ITF- und WTA-Turnieren. Als Quelle dient die ITF-Seite der Spielerin. Dargestellt sind nur WTA-Turniere der Kategorien Premier Mandatory und Premier 5 (2009–2020) bzw. die WTA-Turniere der Kategorie 1000 (seit 2021).